# Colesteatom
Colesteatomul este un fenomen distructiv de creștere și expansiune a unui epiteliu scuamos keratinizant în urechea medie și/sau în procesul mastoid. Numele de colesteatom ar putea sugera că aceste leziuni ar fi canceroase, dar aceasta nu este adevărat. Colesteatomele nu sunt canceroase dar pot provoca probleme semnificative datorită proprietăților lor erozive și de creștere. Aceste proprietăți pot duce la distrugerea oscioarelor din urechia medie (oscioarele urechii), precum și la creșterea prin baza craniului înspre creier. Colesteatoamele generează în mod frecvent infecții și pot cauza supurații otice (scurgeri din urechi) cronice. Tratamentul constă aproape întotdeauna în îndepărtarea lor chirurgicală.

## Semne și simptome
Majoritatea (98%) persoanelor care au colesteatom experimentează scurgeri neplăcute din urechi și/sau hipoacuzie conductivă (pierderea auzului de cauză mecanică) în urechea afectată. 
Și alte afecțiuni mai cunoscute (de exemplu, otita externă) se pot prezenta în mod asemănător, dar spre deosebire de acestea colesteatomul este mult mai grav și nu trebuie trecut cu vederea. În cazul în care un pacient se prezintă la medic cu scurgere din ureche și pierderea auzului, medicul ar trebui să ia în considerare colesteatomul ca și diagnostic diferențial până când se demonstrează clar dacă pacientul are sau nu această boală.
Alte simptome mai puțin frecvente (toate mai puțin de 15%) ale colesteatomului pot include durerea, tulburări de echilibru, tinitus, dureri de ureche, dureri de cap și sângerări din ureche. De asemenea, poate apărea paralizia nervului facial. Dacă apar simptomele de probleme de echilibru la o persoană diagnosticată cu colesteatom crește posibilitatea ca colesteatomul să fi erodat în urechea internă unde se află organele de echilibru.
Examinarea inițială efectuată de medic poate să arate doar un canal plin de secreții. Pentru a putea aprecia dacă un pacient are sau nu are colesteatom medicul trebuie să curețe canalul auditiv astfel încât să poate vizualiza membrana timpanică.
Odată ce secrețiile sunt eliminate și vizulizarea devine posibilă colesteatomul se poate prezenta examinatorului sub diverse forme. Dacă există un proces inflamator semnificativ membrana timpanică poate fi parțial ascunsă de un polip inflamator. Dacă există mai puțină inflamație, colesteatomul poate semăna cu culoarea și textura grișului care se scurge printr-un defect al membranei timpanice. Părțile posterioare și superioare ale membranei timpanice sunt cel mai frecvent afectate. Dacă colesteatomul nu este umed (infectat), colesteatomul seamănă cu o bucată de ceară (cerumen) la mansardă. Mansarda (epitimpanul) este o subdiviziune anatomică a urechii medii. Partea superioară a membranei timpanice care corespunde acestei subdiviziuni din urechea medie poartă și ea tot numele de mansardă.
Fără tratament un colesteatom poate eroda cele trei mici oase din urechea medie (ciocanul, nicovala și scărița, denumite în mod colectiv oscioare). Asta poate duce în final la deteriorarea nervilor, surditate, dezechilibru și vertij. De asemenea, prin intermediul enzimelor pe care le produce, colesteatomul poate afecta și eroda lama osoasă subțire care separă partea superioară a urechii medii de creier. Colesteatomul poate de asemenea predispune foițele subțiri care învelesc creierul respectiv creierul în sine la infecții cu consecințe grave (rareori se poate produce chiar decesul persoanei în cazul apariției abcesului cerebral și septicemiei).
Atât colesteatomul dobândit cât și cel congenital  pot afecta nervul facial. Acest nerv pleacă de la creier și ajunge la față trecând prin urechea internă, urechea medie, procesul mastoid ce aparține osului temporal ca în final să ajungă în fața urechii și unde se divide către partea de sus și parte de jos a feței pentru a inerva mușchii feței care controlează expresia facială și glanda lacrimală.

## Cauze
Colesteatomele apar în două feluri: colesteatoame dobândite și colesteatoame congenitale. Colesteatomele dobândite, care sunt mai frecvent întâlnite, sunt cauzate de obicei de modificări patologice ale membranei timpanice ducând în final la acumularea de keratină în urechea medie. Colesteatoamele congenitale sunt de obicei chisturi epidermice în localizate adânc în urechea medie în timp ce membrana timpanică este intactă.

### Colesteatomul congenital
Chisturile umplute cu keratină care cresc medial față de membrana timpanică. Acestea leziuni sunt clasificate drept colesteatoame congenitale dacă îndeplinesc criteriile de mai jos (criteriile Levenson):
- leziunea este localizată medial față de membrana timpanică
- membrana timpanică este normală
- fără antecedente de scurgeri din ureche, perforarație de membrană timpanică sau intervenții chirurgicale la nivelul urechii

Colesteatoamele congenitale apar în trei locuri importante: urechea medie, vârful porțiunii pietroase a osului temporal și unghiul cerebelopontin. Cel mai adesea sunt localizate în spatele părții anterioare a membranei timpanice. În această zonă a fost identificată o structură vestigială denumită formațiune epidermoidă. Se crede că colesteatomul congenital și-ar putea avea originea în această structură. 
Nu toate chisturile epidermice aparținând urechii medii sunt congenitale deoarece chisturi epidermice pot apărea și prin metaplazia mucoasei urechii medii, prin implantare traumatică la nivelul canalului urechii sau a epiteliului membranei timpanice. În plus, colesteatomul lăsat din greșeală de un chirurg crește din nou de obicei ca un chist epidermic. Unii autori au sugerat, de asemenea, că există factori ereditari care joacă un rol în apariția acestor patologii.  

### Colesteatomul dobândit
Colesteatomul dobândit este mai frecvent și apare prin acumularea de keratină într-o retracție de membrană timpanică care se extinde în spațiul urechii medii. Această pliere anormală sau „retragere” a membranei timpanice apare într-unul din următoarele moduri:
- Teoria lui Wittmaack : Invaginarea membranei timpanice de la mansardă sau invaginarea membranei timpanice din pars tensa duce la formarea unui buzunar de retracție în care se formează colesteatomul. [7]
- Teoria lui Ruedi : Celulele bazale ale stratului germinativ al pielii proliferează sub influența infecției și depun epiteliul scuamos keratinizant. [8]
- Teoria lui Habermann : Epiteliul din canalul auditiv extern sau de pe suprafața externă a membranei timpanice crește în urechea medie printr-o perforație preexistentă și formează colesteatom. [9]

Colesteatomul poate apărea, de asemenea, ca urmare a metaplaziei mucoasei din urechea medie  sau a implantării după episoade traumatice.

## Diagnostic
Colesteatomul este diagnosticat de un medic prin examinarea fizică a urechii. Un examen CT poate ajuta la excluderea altor cauze, adesea mai grave, pentru simptomele clinice ale pacientului. Tehnicile de imagistică bazate pe rezonanță magnetică nucleară (RMN) pot fi efectuate în loc de examenul CT în anumite situații dacă medicul dumneavoastră consideră că este necesar.   

## Tratament
Colesteatomul este o boală care nu se vindecă de la sine. Odată ce diagnosticul de colesteatom este stabilit și în cazul în care pacientul poate tolera o anestezie generală, tratamentul standard este extirparea chirurgicală a formațiunii.
Dificultatea intervenției chirurgicale în cazul colesteatomului constă îndepărtarea permanentă a leziunii păstrând în același timp sau reconstruind funcțiile normale ale structurilor adăpostite în osul temporal.
Obiectivul general al chirurgiei colesteatomului are două deziderate. Primul deziderat este îndepărtarea leziuni. Al doilea deziderat conservarea funcțiilor normale ale organelor adăpostite de osul temporal. Aceste obiective sunt adesea în conflict și acest lucru face ca intervenția chirurgicală pentru colesteatom să fie extrem de dificilă.
Uneori, dezideratele chirurgicale sunt mutual exclusive. Necesitatea de a elimina pe deplin o boală care nu se vindecă singură cum este colesteatomul este prioritatea numărul unu a chirurgului. Conservarea auzului deși este de dorit este secundară acestui scopului primar și anume extirparea bolii. Dacă boala poate fi îndepărtată cu ușurință, astfel încât să nu existe un risc crescut de boală reziduală, atunci oscioarele pot fi păstrate. Dacă în schimb colesteatomul este dificil de îndepărtat, astfel încât există un risc crescut de boală reziduală, atunci îndepărtarea oscioarelor din urechea medie a fost în general considerată necesară și rezonabilă.
Cu alte cuvinte, obiectivele terapeutice în tratamentul colesteatomului sunt ierarhizate. Obiectivul suprem este îndepărtarea completă a colesteatomului. Celelalte obiective, cum ar fi conservarea auzului sunt luate în considerare doar după ce colesteatomul a fost extirpat în siguranță. Această ierarhizare a dus la formalizarea multor tehnici în tratamentul colesteatomului.

### Intervenția chirurgicală
Tehnicile chirurgicale utilizate pentru extirparea unui colesteatom variază în funcție de experiența și preferințele chirurgului respectiv în funcție de severitatea bolii. Unele structuri anatomice vor fi păstrate în timp ce altele vor necesita rezecție. Toate aceste tehnici chirurgicale implică de obicei o formă sau alta de operație denumită mastoidectomie. O mastoidectomie se poate efectua cu sau fără îndepărtarea peretelui posterior al canalului urechii și a oscioarelor.
Îndepărtarea peretelui posterior al canalului auditiv extern facilitează eliminarea completă a colesteatomului din osul temporal în trei moduri:
1. îndepărtează o suprafață mare pe care colesteatomul poate crește;
2. îndepărtează o barieră în spatele căreia colesteatomul se poate ascunde;
3. elimină un o barieră în accesul chirurgical cu instrumentele utilizate în îndepărtarea colesteatomului.

Astfel, îndepărtarea peretelui canalului oferă una dintre cele mai eficiente strategii pentru atingerea obiectivului principal al intervenției chirurgicale a colesteatomului și anume eliminarea completă a colesteatomului. În ciuda acestor beneficii există și un dezavantaj îndepărtarea peretelui posterior având consecințe funcționale importante. 
Îndepărtarea peretelui posterior al canalului auditiv are ca rezultat:
- formarea unui spațiu, a unei „cavități mastoide”, care este mai puțin rezistentă la dezvoltarea de infecții decât canalul auditiv normal anatomic;
- expunerea oscioarelor la fragmente de colesteatom ceea ce poate mai târziu să rezulte în recidiva colesteatomului între oscioare. Pentru a preveni acest lucru, aceste oscioarele sunt excizate ceea ce poate diminua auzul pacientului.

Formarea unei cavități mastoide prin îndepărtarea peretelui canalului este cea mai simplă și mai eficientă procedură care facilitează îndepărtarea colesteatomului dar în acealași timp cauzează și cel mai mare handicap datorită afectării severe a auzului și necesității de a avea îngrijire medicală pentru îndepărtarea cerumenului respectiv tratmentul infecțiilor pentru tot restul vieții.
Următoarele strategii sunt utilizate pentru a atenua efectele îndepărtării peretelui canalului auditiv:
1. proiectarea și construcția atentă a cavității mastoide. Acest lucru este esențial pentru sănătatea și integritatea epiteliului keratinizant migrator. Pentru ca acest epideliu să poată migra el are nevoie de o suprafață cât mai netedă și pentru asta chirurgul trebuie să netezească suprafața cavității care altminteri ar avea un relief foarte accidentat. O creastă facială înaltă sau un meat cartilaginos îngust sunt obstacole în calea migrației epiteliale și sunt factori de risc deosebit de mari pentru eșecul mecanismului de autocurățare a urechii externe. [14]
2. obliterarea parțială a cavității mastoide. Acest lucru poate fi realizat folosind o gamă largă de materiale. Multe dintre acestea se resorb în timp, ceea ce înseamnă că rezultatele pe termen lung ale unei astfel de intervenții chirurgicale sunt mai slabe decât rezultatele pe termen scurt. [15]
3. reconstrucția peretelui posterior al canalului auditiv. Reconstrucția peretelui canalului se poate efectua folosind pielea canalului urechii, fascie, cartilaj, titan, precum și prin înlocuirea peretelui original intact. Dacă reconstrucția este slab realizată, aceasta poate duce la o rată ridicată de colesteatom recurent. [16]
4. conservarea peretelui canalului auditiv. Dacă tehnica chirurgicală este slab executată poate duce la o rată ridicată a colesteatomului rezidual și recurent. [17]
5. reconstrucția lanțului de oscioare auditive.[18]

Este evident că conservarea și restaurarea funcției urechii în același timp cu îndepărtarea totală a colesteatomului necesită un nivel ridicat de experiență chirurgicală.
Mai recent și endoscopul a început să fie din ce în ce mai des folosit în tratamentul chirurgical al colesteatomului în unul din cele două moduri:
1. Folosirea endoscopului ca instrument auxiliar al microscopului atunci când se încearcă vizualizarea zonelor ascunse microscopului, cum ar fi sinus tympani. Această practică a fost inițiată de profesorul Thomassin. [19]
2. Folosirea endoscopului ca principal instrument chirurgical prin canalul urechii sau ceea ce se numește: Chirurgia endoscopică a urechii, inițiată de profesorul Tarabichi. [20]

## Prognosticul
După intervenția chirurgicală este important ca pacientul să participe la controale periodice de urmărire deoarece, chiar și după îndepărtarea chirurgicală microscopică atentă, colesteatoamele pot reapărea. O astfel de recurență este posibil să apară chiar și la mulți ani, chiar zeci de ani, de la tratament.
Prin colesteatom rezidual se înțelege un colesteatom care se dezvoltă dacă în timpul operației inițiale colesteatomul nu a fost îndepărtat complet; colesteatoamele reziduale devin de obicei evidente în primii ani după operația inițială.
Un colesteatom recurent este un colesteatom nou care se dezvoltă atunci când sunt încă prezente cauzele care stau la baza colesteatomului inițial. Astfel de cauze pot include, de exemplu, funcționarea incompletă a trompei lui Eustache, care are ca rezultat formarea unei pungi de retracție care la rândul ei cauzează eșecul migrației normale către exterior a epiteliului membranei timpanice. 
Într-un studiu retrospectiv pe un eșantion de 345 de pacienți cu boală operată de același chirurg rata de reapariție observată la 5 ani de la operație a fost de 11,8%.  Într-un alt studiu, cu o perioadă medie de urmărire de 7,3 ani, rata de reapariție observată a fost de 12,3%. În același studiu rata de boala a reapărut mai frecvent în rândul copiilor decât în rândul adulților.  Utilizarea instrumentelor endoscopice ca instrumente ajutătoare pentru chirurg s-a dovedit eficientă în a reduce incidența bolii reziduale.  Deși sunt necesare mai multe studii, până în prezent nu s-a demonstrat că tehnici noi care abordează disfuncția tubului eustachian, cum ar fi dilatarea cu ajutorul unui balon a acestui tub eustachian, nu îmbunătățesc rezultatele intervențiilor chirurgicale cronice ale urechii.

## Infecții
Descoperirile recente indică faptul că epiteliul scuamos keratinizant al urechii medii ar putea fi susceptibil la infecție cu papilomavirusul uman (HPV).  Într-adevăr, ADN-ul aparținând virusului HPV16 a fost detectat în țesuturile colesteatomului. Aceasta ridică posibilitatea ca epiteliile scuamoase keratinizante să fie un țesut vulnerabil pentru infecția cu HPV. 

## Epidemiologie
Există un studiu al numărul noi de cazuri de colesteatom din Iowa. Conform acestui studiu din anii 1975–1976 frecvența de apariție de cazuri noi de colesteatom este mai mică de un caz nou la 10.000 de cetățeni pe an.  Colesteatomul afectează toate grupele de vârstă, de la sugari până la vârstnici. Incidența maximă apare în al doilea deceniu. 